# Jan Wapiennik
Jan Kazimierz Wapiennik (ur. 25 maja 1927 roku w Krakowie, zm. 25 stycznia 1990 roku tamże) – polski piłkarz występujący na pozycji pomocnika, dwukrotny mistrz Polski.

## Życiorys
Z zawodu technik elektryk, przez całą karierę związany z Wisłą Kraków. W jej barwach w latach 1946–1955 rozegrał 62 spotkania w I lidze. Dwukrotnie, w sezonie 1949 i 1950 sięgnął z Wisłą po mistrzostwo Polski. Brat Adama Wapiennika, również piłkarza.